# Bulbul de les ràfies
El bulbul de les ràfies (Thescelocichla leucopleura) és una espècie d'ocell de la família dels picnonòtids (Pycnonotidae) i únic membre del gènere Thescelocichla. Es troba a l'Àfrica occidental i central. Els seus hàbitats principals són els boscos tropicals i subtropicals de frondoses humits de les terres baixes, els boscos de pantà, la sabana seca, així com les terres llaurades, les plantacions i les àrees forestals fortament degradades. El seu estat de conservació es considera de risc mínim.